# Міжгірний провулок
Міжгі́рний провулок — зниклий провулок, що існував у Печерському районі міста Києва, місцевості Звіринець, Наводничі. Провулок пролягав від Верхньої вулиці до бульвару Миколи Міхновського.

## Історія
Провулок виник наприкінці XIX століття під назвою 1-й Церковний. Назву Міжгірний провулок отримав 1940 року  (повторні рішення про перейменування — у 1944 та 1952 роках). Ліквідований наприкінці 1970-х рр. — на початку 1980-х років у зв'язку зі знесенням старої забудови та переплануванням.